# James Burke
James Burke (New York, 5 juli 1931 - Buffalo, 13 april 1996) ook wel bekend onder de pseudoniemen Jimmy the Gent en The Big Irishman, was een Iers-Amerikaanse gangster die furore maakte binnen de Lucchese-familie. Burke wordt gezien als het brein achter de Lufthansa-roofoverval en de reeks moorden die daarop volgde. Hij werd later met Paul Vario verraden door Henry Hill. Burke overleed in 1996 aan longkanker.
James Burke werd gespeeld door Robert De Niro in de film Goodfellas als Jimmy Conway.